# George Herbert
För andra betydelser, se George Herbert (olika betydelser).
George Herbert, född den 3 april 1593 i Montgomery, död den 1 mars 1633, var en walesisk skald, som var verksam i England och en av Caroline Divines, de metafysiska poeterna. Han var son till Richard Herbert, lord av Cherbury och bror till Edward Herbert, 1:e baron Herbert av Cherbury.
Herbert gynnades av kung Jakob I och lät efter kungens död prästviga sig och flyttade från London till Bemerton. Hans dikter, som utkom året efter hans död i samlingen The temple, or sacred poems and private ejaculations, blev mycket omtyckta och spridda. På prosa skrev han Country parson (utgiven 1652).